# Onychembolus
Onychembolus is een geslacht van spinnen uit de familie hangmatspinnen (Linyphiidae).

## Soorten
De volgende soorten zijn bij het geslacht ingedeeld:
- Onychembolus anceps Millidge, 1991
- Onychembolus subalpinus Millidge, 1985